# Sphaeromyxa minuta
Sphaeromyxa minuta is een microscopische parasiet uit de familie Sphaeromyxidae. Sphaeromyxa minuta werd in 1955 beschreven door Polyanskii. 